# Livingstone
Livingstone er en by i den sydlige del af Zambia med 177.393 (2022) indbyggere. Byen er hovedstad i landets Sydprovins og er opkaldt efter den skotske opdagelsesrejsende David Livingstone. Byen er et stort centrum for turister, da den ligger meget tæt på de berømte Victoriafald. Byen ligger samtidig på grænsen til nabolandet Zimbabwe.